# Boekland
Boekland is een fictief land dat begin jaren 1980 werd bedacht om de toen nog 10-cijferige ISBN-codes om te kunnen zetten naar een 13-cijferige EAN-code. Omdat isbn-codes al internationaal uniek zijn was het niet nodig boeken aan een land toe te kennen, daarom werd Boekland met de landcode 978 bedacht.

## Bron
1. ↑  GS1 Belgium & Luxemburg. "Het ISBN nummer is voortaan een GTIN-13"[dode link], Bulletin 2007/1.